# Hultsfred (gemeente)
Hultsfred is een gemeente en plaats in het Zweedse landschap Småland. De gemeente behoort tot de provincie Kalmar län. De gemeente ontstond na een gemeentelijke herindeling in 1971. Hultsfred staat bekend om het grootste rockfestival van Zweden, het Hultsfred Festival. Ze heeft een totale oppervlakte van 1193,1 km² en telde 14.591 inwoners in 2004. In de periode van 1995 tot 2005 is de bevolking afgenomen met ongeveer 2000. Dit komt door de migratie naar de grotere steden in Zweden.
Praktisch iedere plaats in de gemeente Hultsfred is gelegen aan de spoorweg. De plaats Hultsfred is gesitueerd in het mid-noorden van de gemeente, er zijn een aantal stadjes in het zuidwesten, zoals Lönneberga, Silverdalen en Molilla.

## Geschiedenis
In de periode die bekendstaat als de nordische bronstijd was de regio al bewoond, en vond er enige handel plaats met Noord-Duitsland en het Romeinse leger. Oudere vondsten van bewoning zijn tot 4000 jaar voor Christus, en uit de middeleeuwen zijn nog een paar kerken overgebleven.
De regio is tot de 20e eeuw voornamelijk bewoond door boeren. In de zeventiende en achttiende eeuw was er enige ijzerproductie in de regio Kalmar, in totaal waren er ongeveer tien mijnen, waarvan er twee in de huidige gemeente Hultsfred gelegen waren. Gedurende de negentiende eeuw was Hulstfred een centrum voor een aantal militaire oefencompagnieën. Toen eenmaal de spoorwegen door Zweden werden aangelegd kreeg Hultsfred een impuls in het inwonersaantal.

## Plaatsen
| #  | Tätort             | Befolkning |
| -- | ------------------ | ---------- |
| 1  | Hultsfred (plaats) | 5 305      |
| 2  | Virserum           | 1 847      |
| 3  | Målilla            | 1 605      |
| 4  | Mörlunda           | 956        |
| 5  | Silverdalen        | 791        |
| 6  | Järnforsen         | 539        |
| 7  | Vena (plaats)      | 380        |
| 8  | Rosenfors          | 308        |
| 9  | Ämmenäs            | 200        |
| 10 | Lönneberga         | 190        |